# Celtic Park (Belfast)
Celtic Park – nieistniejący stadion wielofunkcyjny w Belfaście. Odbywały się na nim głównie mecze piłkarskie, których gospodarzem był zespół Belfast Celtic i wyścigi psów. Podobnie jak Celtic Park w Glasgow, w późniejszym okresie nazwany został przez kibiców Paradise. Zburzony w latach osiemdziesiątych XX wieku. Obecnie w jego miejscu znajduje się centrum handlowe.